# Pierre-Georges Arlabosse
 (septembre 2018).
Si vous disposez d'ouvrages ou d'articles de référence ou si vous connaissez des sites web de qualité traitant du thème abordé ici, merci de compléter l'article en donnant les références utiles à sa vérifiabilité et en les liant à la section « Notes et références ».
Pierre-Georges Arlabosse, né le 8 juillet 1891 à Pamiers et mort le 8 février 1950, est un général français. 

## Biographie
Pierre-Georges Arlabosse appartient à une famille d'origine aveyronnaise. Son grand-père devient officier, ce qui l'amène à quitter sa région natale. Son père, Émile Arlabosse (1857-1920), est saint-cyrien, général de brigade et commandeur de la Légion d'honneur ; sa mère, Thérèse Ratoin (1865-1947), est fille de magistrat. Son frère aîné, Paul-Hippolyte Arlabosse (1886-1970), est général de division et grand-officier de la Légion d'honneur.
Il est ancien élève de l'École spéciale militaire de Saint-Cyr (promotion des « Marie-Louise », 1911-1913). Il entre dans la Cavalerie. Il est nommé lieutenant-colonel en juin 1937. En septembre 1939, il est chef d'état-major de la Cavalerie. Il passe toute la guerre en captivité en Allemagne.
Il a été nommé général de brigade en 1942 pendant sa captivité ; il est devenu général de division en 1946, puis général de corps d’armée en 1949.

## Distinctions
- Commandeur de la Légion d'honneur (juillet 1947).
- Croix de guerre 1914-1918.
- Croix de guerre 1939-1945.

## Hommages
- Une rue d'Agen porte le nom de « rue des Généraux-Arlabosse » en son honneur et en celui de son frère Paul-Hippolyte.